# Liechtenstein a 2024. évi téli ifjúsági olimpiai játékokon
Liechtenstein a dél-koreai Kangvonban megrendezett 2024. évi téli ifjúsági olimpiai játékok egyik részt vevő nemzete volt. Az ország a játékokon 2 sportágban (alpesi síelésben és sífutásban) 1-1 fiú sportolóval képviseltette magát.

## Alpesisí

### Fiú
| Versenyző      | Versenyszám            | 1. futam | 1. futam | 2. futam      | 2. futam      | Összesen | Összesen |
| Versenyző      | Versenyszám            | Idő      | Hely.    | Idő           | Hely.         | Idő      | Hely.    |
| -------------- | ---------------------- | -------- | -------- | ------------- | ------------- | -------- | -------- |
| Noah Gianesini | Műlesiklás             | 49,98    | 30.      | 54,28         | 17.           | 1:44,26  | 16.      |
| Noah Gianesini | Óriás-műlesiklás       | 51,47    | 25.      | 46,18         | 7.            | 1:37,65  | 15.      |
| Noah Gianesini | Szuperóriás-műlesiklás |          |          |               |               | 56,25    | 28.      |
| Noah Gianesini | Összetett              | 56,39    | 28.      | Nem ért célba | Nem ért célba | Kiesett  | Kiesett  |

## Sífutás

### Lány
| Versenyző      | Versenyszám         | Selejtező | Selejtező | Negyeddöntő | Negyeddöntő | Elődöntő | Elődöntő | Döntő   | Döntő |
| Versenyző      | Versenyszám         | Idő       | Hely.     | Idő         | Hely.       | Idő      | Hely.    | Idő     | Hely. |
| -------------- | ------------------- | --------- | --------- | ----------- | ----------- | -------- | -------- | ------- | ----- |
| Janik Brunhart | 7,5 km (klasszikus) |           |           |             |             |          |          | 22:40,3 | 46.   |
| Janik Brunhart | Sprint              | 3:24,61   | 49.       | kiesett     | kiesett     | kiesett  | kiesett  | kiesett | 48.   |